# Rant

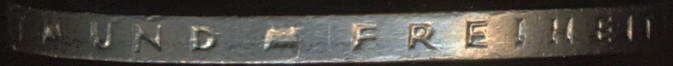
Rant monety

Rant (od niem. Rand – brzeg, kant, krawędź), obrzeże – strona boczna przedmiotu, np. monety lub medalu.
Obrzeże może być gładkie, karbowane prostopadle lub skośnie, ornamentowe (zdobione specjalnie) albo napisowe (z legendą) – przy czym motyw zdobniczy względnie legenda mogą być tłoczone wklęsło bądź wypukło. 